# Clasificación de Guedel
La clasificación de Guedel es un medio para evaluar la profundidad de la anestesia general introducida por Arthur Ernest Guedel (1883-1956) en 1937. 

## Historia
Dado que la anestesia general se utilizó por primera vez a fines de 1846, la evaluación de la profundidad anestésica fue un problema. Para determinar la profundidad de la anestesia, el anestesista se basa en una serie de signos físicos del paciente. En 1847, John Snow (1813-1858) y Francis Plomley intentaron describir varias etapas de la anestesia general, pero Guedel en 1937 describió un sistema detallado que fue generalmente aceptado.
Esta clasificación se diseñó para el uso de un único agente anestésico inhalatorio, el éter dietílico (comúnmente denominado simplemente "éter"), en pacientes que generalmente fueron premedicados con morfina y atropina. En ese momento, los agentes anestésicos intravenosos todavía no eran de uso común, y los fármacos bloqueadores neuromusculares no se utilizaron en absoluto durante la anestesia general. La introducción de agentes bloqueantes neuromusculares (como la succinilcolina y la tubocurarina) cambió el concepto de anestesia general, ya que podría producir parálisis temporal (una característica deseada para la cirugía) sin anestesia profunda. La mayoría de los signos de la clasificación de Guedel dependen de los movimientos musculares (incluidos los músculos respiratorios), y los signos clínicos tradicionales de los pacientes paralizados ya no eran detectables cuando se usaban dichos medicamentos. Desde 1982, el éter no se usa en los Estados Unidos. Ahora, debido al uso de agentes de inducción intravenosa con relajantes musculares y la interrupción del éter, los elementos de la clasificación de Guedel han sido reemplazados por dispositivos de monitoreo de anestesia como el monitor BIS; sin embargo, el uso del monitoreo BIS sigue siendo controvertido.

## Etapas de anestesia
Etapa I (etapa de analgesia o desorientación): desde el comienzo de la inducción de la anestesia general hasta la pérdida del conocimiento. 
Etapa II (etapa de excitación o delirio): desde la pérdida de conciencia hasta el inicio de la respiración automática. El reflejo de las pestañas desaparece pero otros reflejos permanecen intactos y pueden producirse tos, vómitos y dificultades; la respiración puede ser irregular al contener la respiración. 
Etapa III (etapa de la anestesia quirúrgica): desde el inicio de la respiración automática hasta la parálisis respiratoria. Se divide en cuatro planos: 
- Plano I : desde el inicio de la respiración automática hasta el cese de los movimientos del globo ocular. Se pierde el reflejo de los párpados, desaparece el reflejo de deglución, se puede producir un movimiento marcado del globo ocular pero se pierde el reflejo conjuntival en la parte inferior del avión
- Plano II : desde el cese de los movimientos del globo ocular hasta el comienzo de la parálisis de los músculos intercostales. El reflejo laríngeo se pierde aunque la inflamación del tracto respiratorio superior aumenta la irritabilidad del reflejo, desaparece el reflejo corneal, aumenta la secreción de lágrimas (un signo útil de anestesia ligera), la respiración es automática y regular, el movimiento y la respiración profunda desaparecen como respuesta a la estimulación de la piel.
- Plano III : desde el comienzo hasta la finalización de la parálisis muscular intercostal. La respiración diafragmática persiste, pero hay parálisis intercostal progresiva, pupilas dilatadas y se suprime el reflejo de luz. El reflejo laríngeo perdido en el plano II todavía puede iniciarse por estímulos dolorosos derivados de la dilatación del ano o el cuello uterino. Este era el plano deseado para la cirugía cuando no se usaban relajantes musculares.
- Plano IV : desde la parálisis intercostal completa hasta la parálisis diafragmática (apnea).

Etapa IV: desde la interrupción de la respiración hasta la muerte. Parálisis medular causada por sobredosis anestésica con paro respiratorio y colapso vasomotor. Las pupilas están muy dilatadas y los músculos están relajados. 
En 1954, Joseph F. Artusio dividió la primera etapa de la clasificación de Guedel en tres planos.
- 1er plano	 El paciente no experimenta amnesia ni analgesia.
- 2do plano	 El paciente está completamente amnésico pero solo experimenta analgesia parcial
- 3er plano	 El paciente tiene analgesia completa y amnesia.